# Benigno Lameiro Bermúdez
Benigno Lameiro Bermúdez (La Vega, c. 1911-Buenos Aires, 1960s) fue un político gallego.

## Trayectoria
Primo de José Lameiro Bermúdez. Cuando se produjo el golpe de Estado en España de julio de 1936, se escondió con Clemente Fernández Lorenzo y su primo, y cuando la Guardia Civil rodeó su casa para detenerlo en septiembre, se enfrentó a ellos y logró escapar. Fue a Portugal, tomó un barco y vino a Marsella y de allí pasó al ejército republicano donde luchó en la guerra civil española. Se le abrió un expediente de responsabilidades políticas en febrero de 1937 Al terminar la guerra se fue a Francia y se exilió en Chile. Más tarde se instaló en Argentina. Terminó en Buenos Aires en la década de 1960, víctima de un accidente automovilístico.